# Fête des Jonquilles de Gérardmer
La Fête des Jonquilles est une manifestation lorraine qui a lieu en général tous les deux ans en avril, période de floraison de la jonquille. « Jonquille » est le nom vernaculaire du narcisse jaune.
C'est l'occasion pour les Gérômois de célébrer l'un des symboles de leur ville, en particulier en défilant dans la ville sur des chars fleuris.

## Histoire
La fête des jonquilles est née de l'idée de Paul Elbel et était destinée à dynamiser le commerce local. L'initiative concrète revient à l'amicale motocycliste de Gérardmer notamment pour la première édition du 22 avril 1935. Une chanson liée à la fête a été écrite par Léon Monnier de Saint-Dié-des-Vosges, journaliste à L'Est républicain.
Dès l'après-guerre, la ville attire des milliers de touristes à cette occasion ; à l'occasion de l'édition 1948, François Mitterrand, alors ministre des anciens combattants et victimes de la guerre, pose la première pierre de l'école des Xettes.
En 1963, la demoiselle d'honneur élue « reine des jonquilles » est licenciée par son employeur qualifiant cette élection de « scandaleuse exhibition » qui considère alors « qu'on ne pouvait être à la fois Cendrillon au bal et employée de son établissement ».

## Présentation
Principalement marquée par le corso fleuri du dimanche au cours duquel défilent 20 à 30 chars (décorés de jonquilles et d'éléments naturels issus des forêts de la région), la fête des jonquilles débute en réalité la veille par le « piquage » des chars, c'est-à-dire l'habillage des carcasses métalliques des chars par les jonquilles, activité à laquelle sont conviées toutes les bonnes volontés de passage, le tout dans une ambiance amicale et festive.
Mais pour les « constructeurs » de chars et autres organisateurs, la Fête des Jonquilles débute bien plus tôt, de 3 à 9 mois avant le date du défilé, car pour ces passionnés, la fête se termine en réalité au moment du départ du corso.
Certaines années comme ce fut le cas en 2005 et en 2013, les jonquilles doivent être importées pour parer au manque de fleurs locales, dû au froid qui retarde la floraison. En 2013, 1 500 000 jonquilles ont été importées des Pays-Bas sur les 2 500 000 nécessaires pour le piquage de la trentaine de chars.

## Galerie

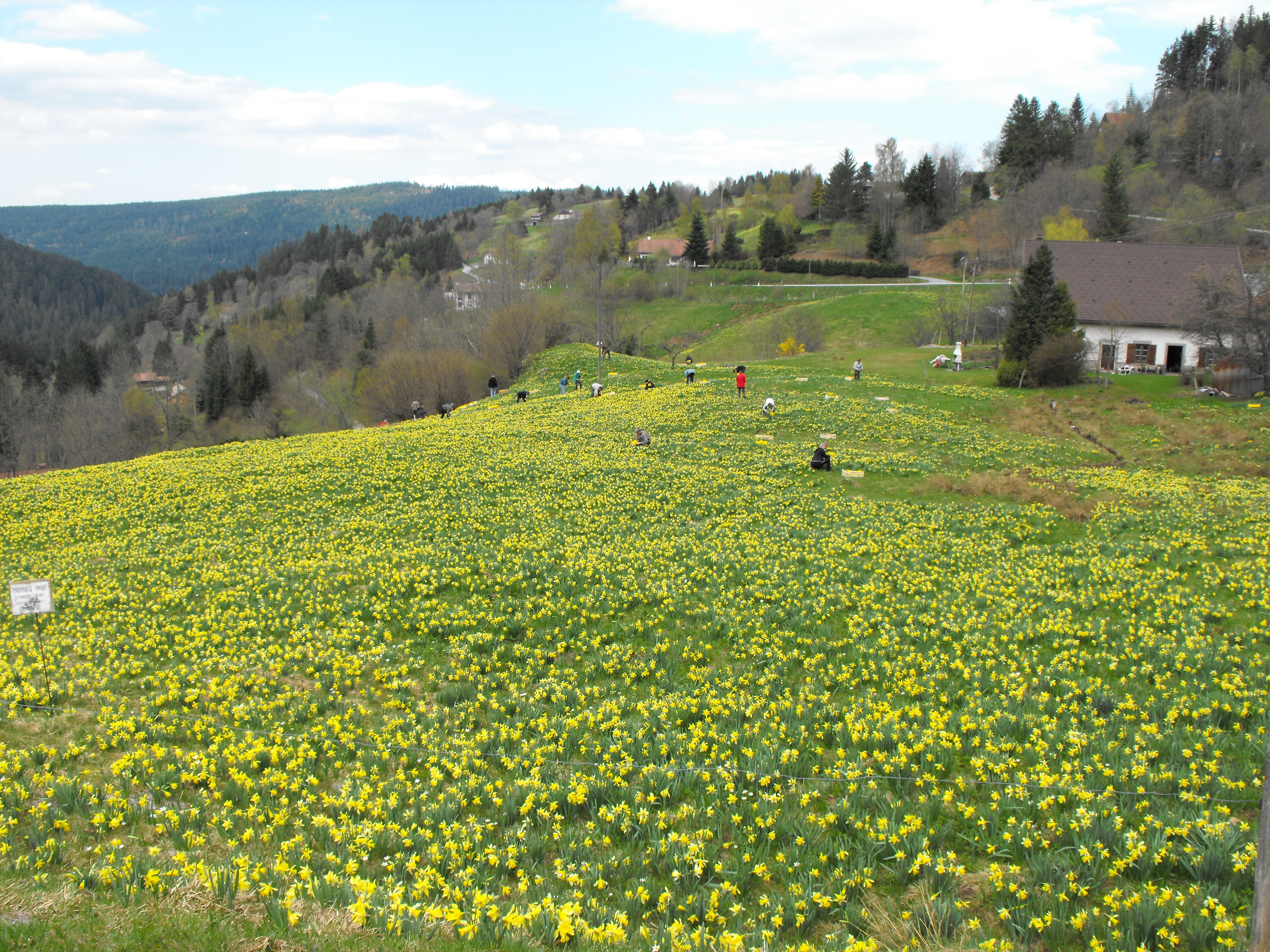
La cueillette
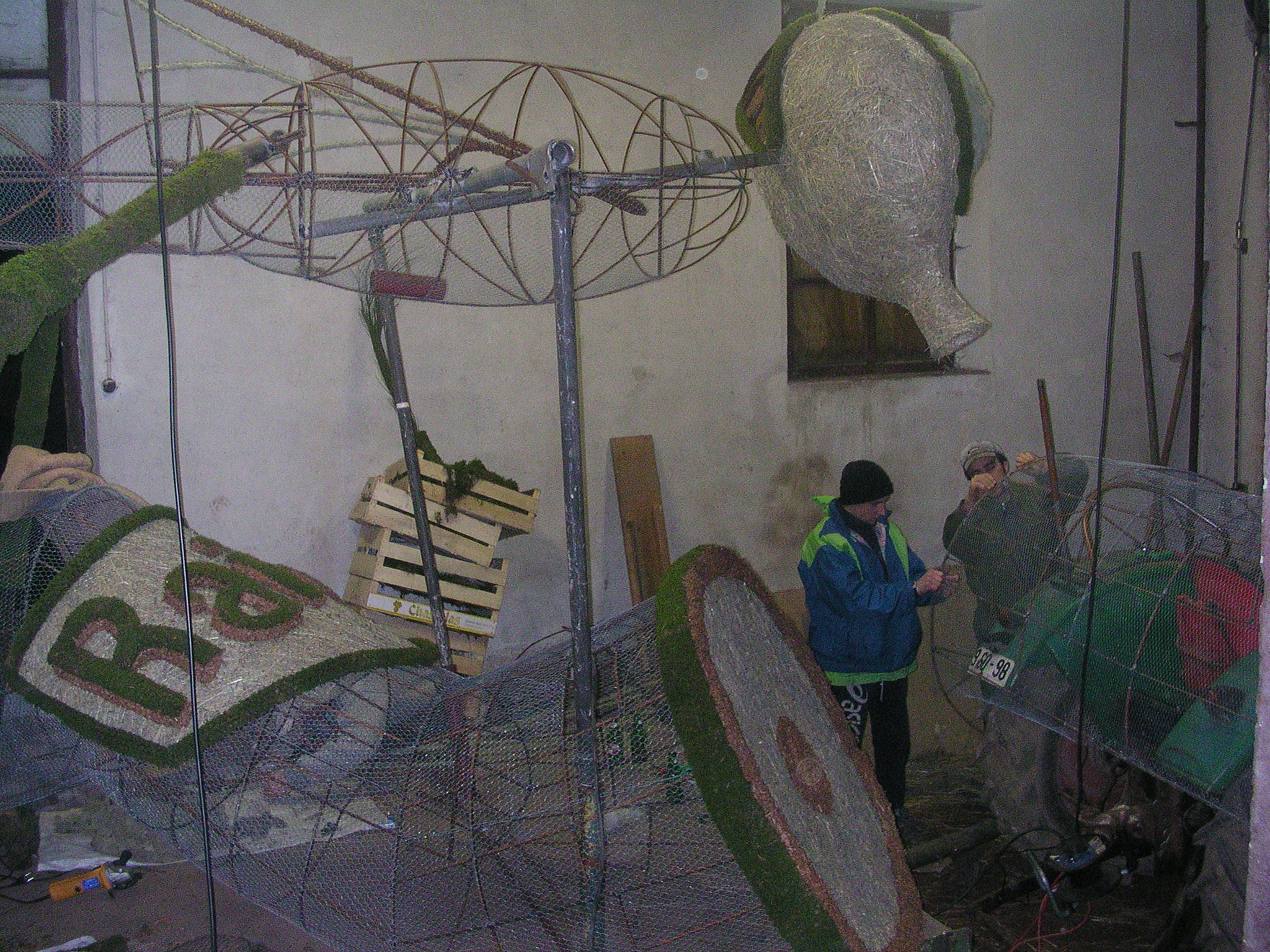
Construction d'un char.
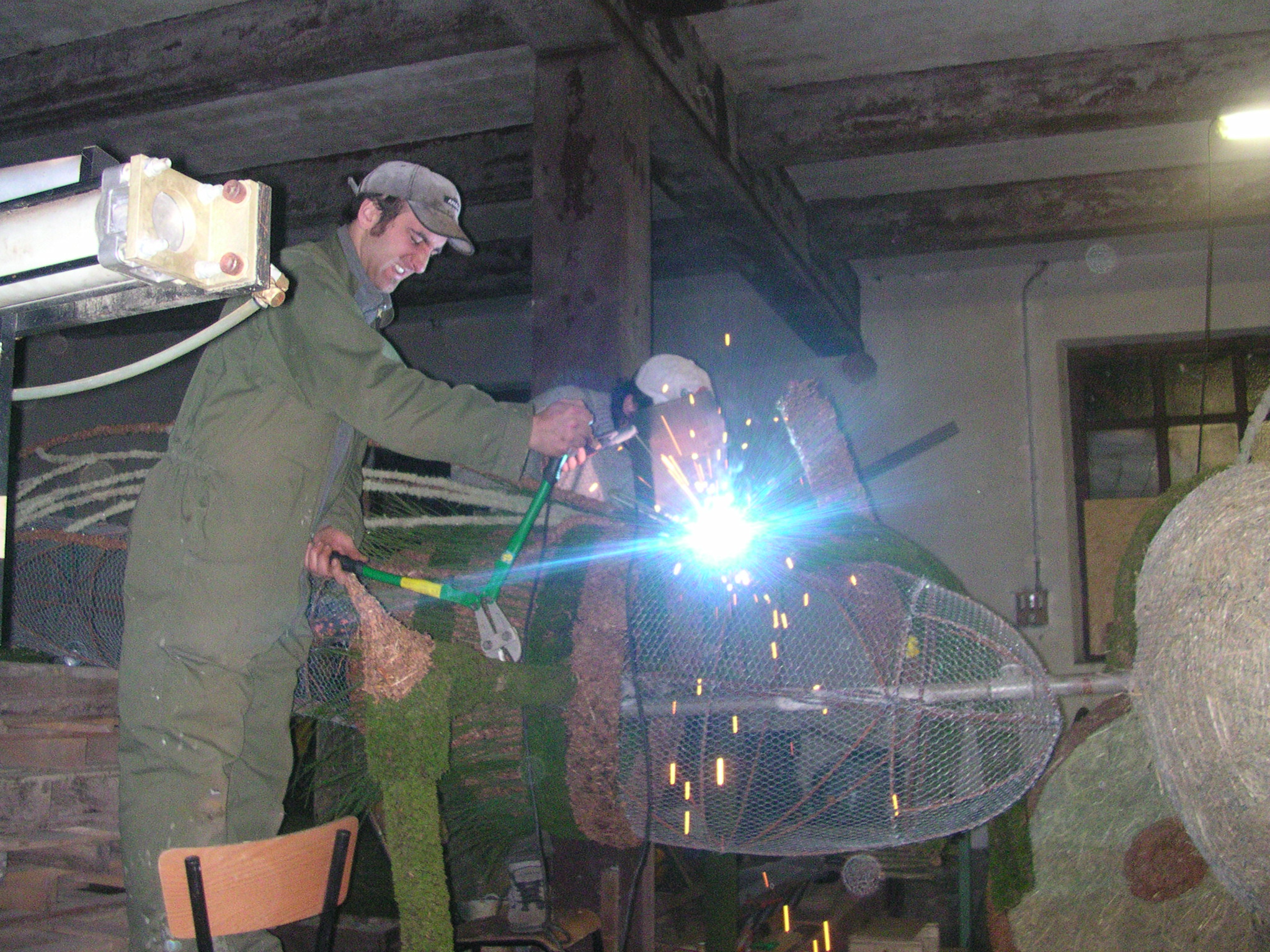
Construction d'un char.
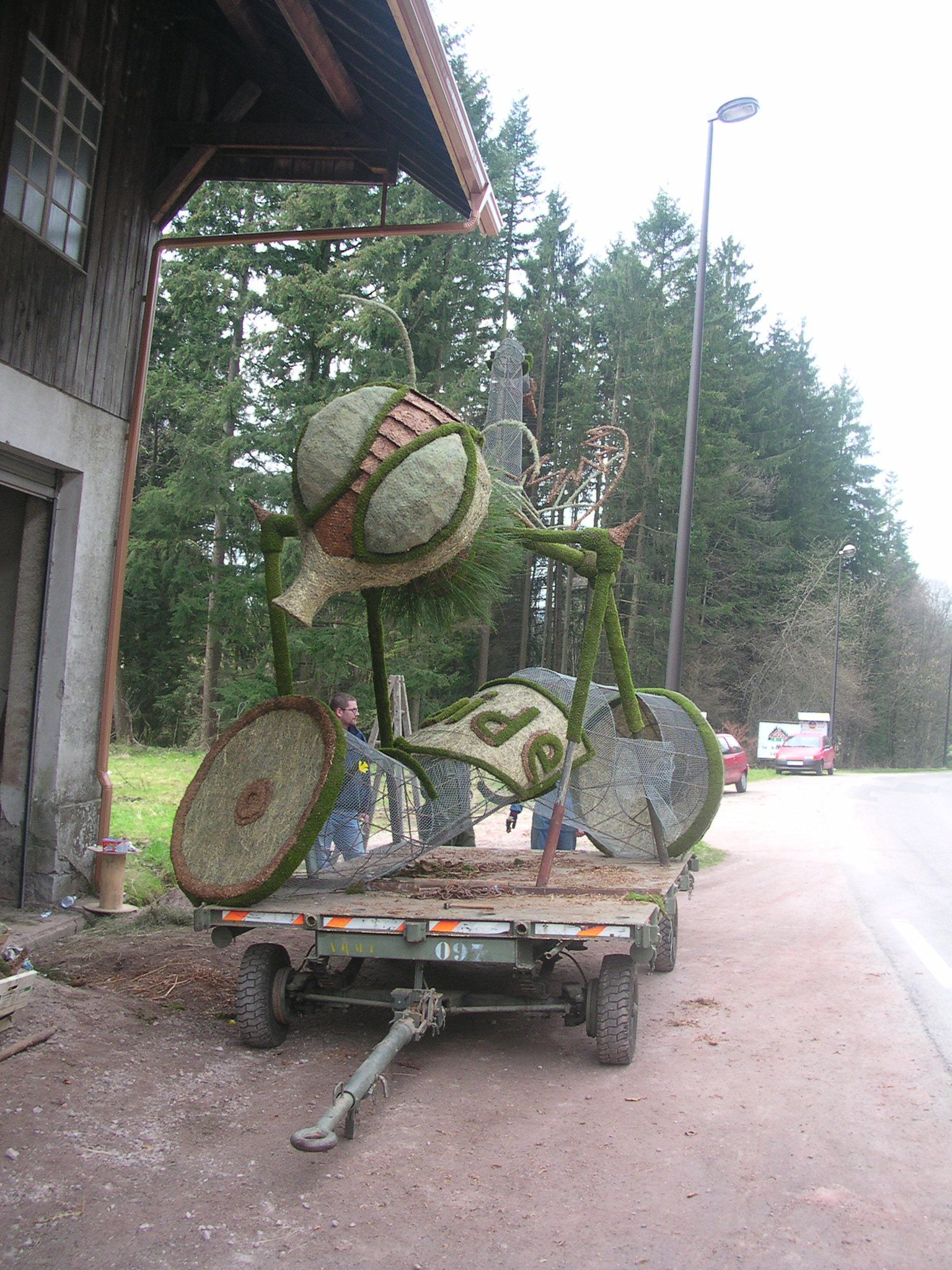
Char avant le piquage.
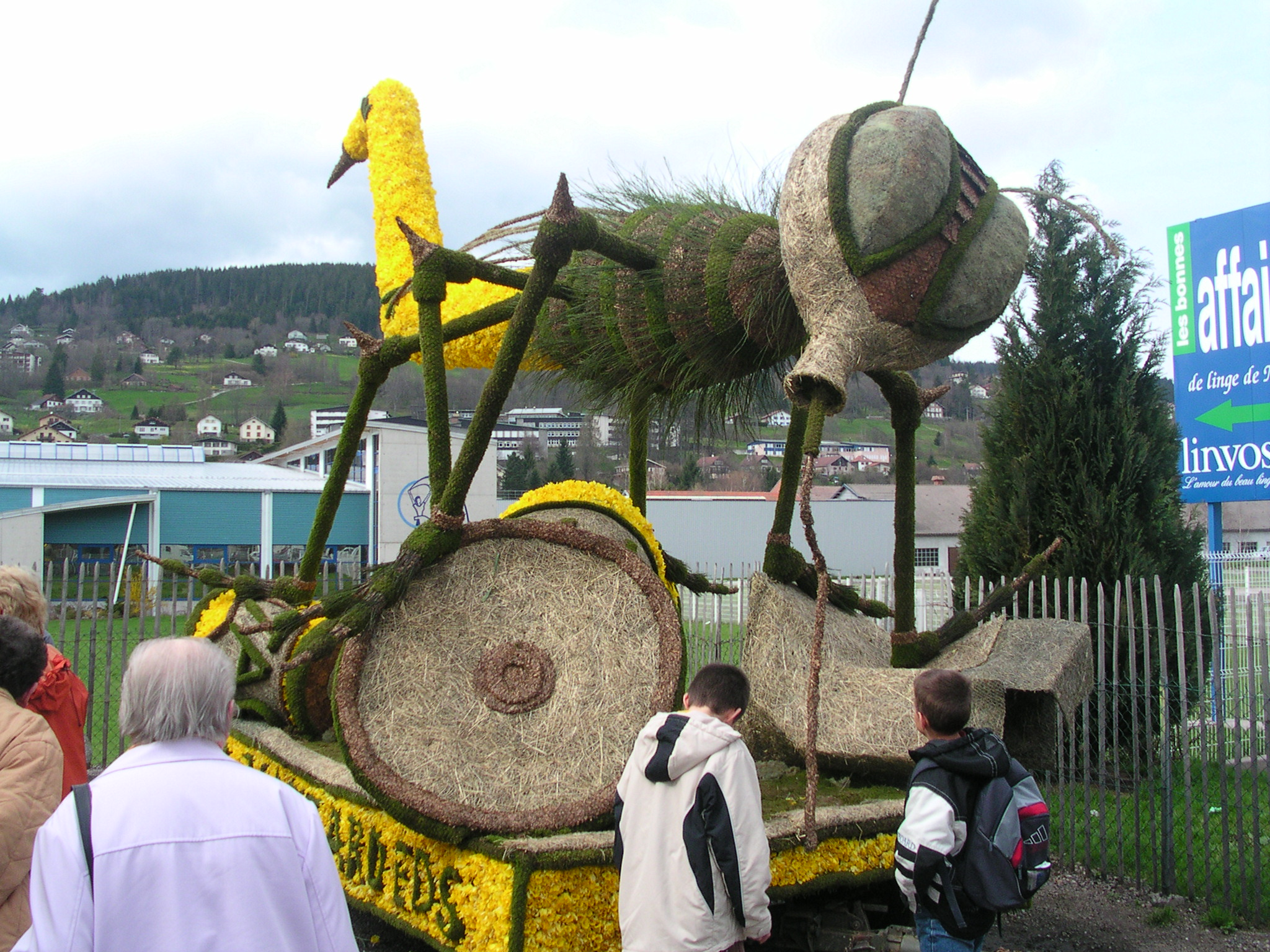
Vue d'ensemble d'un char.
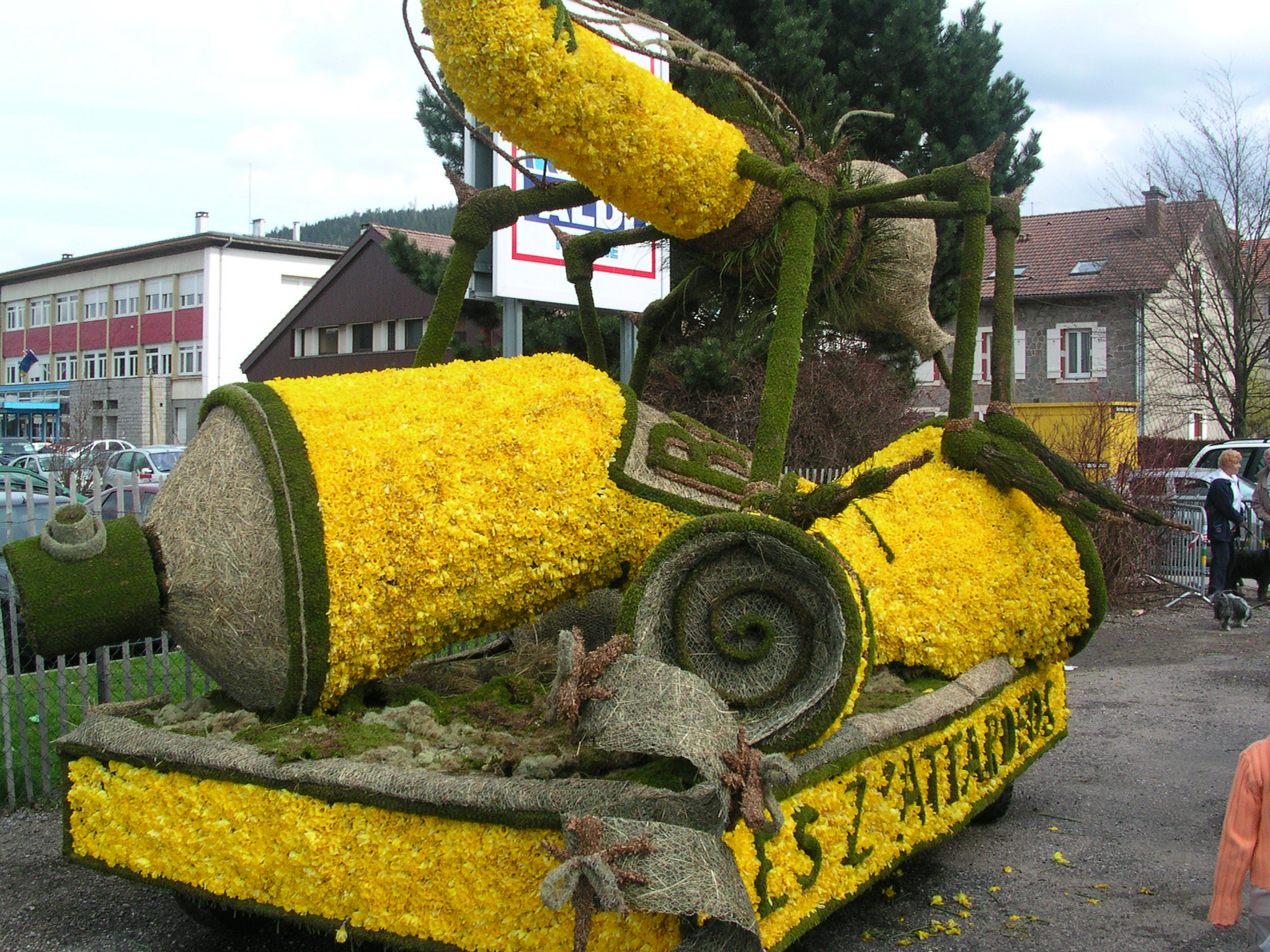
Vue d'ensemble d'un char.
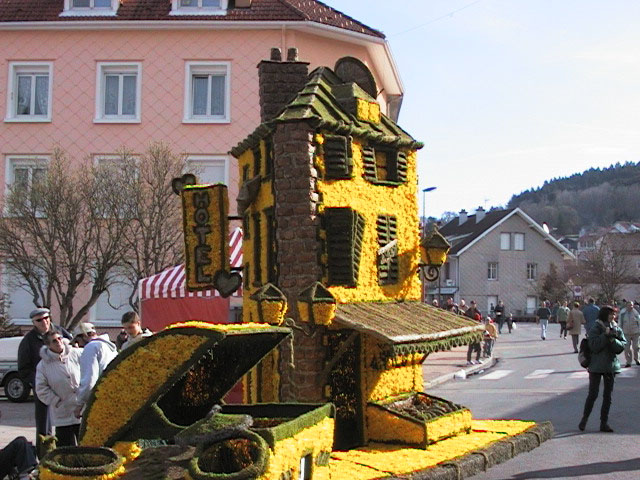
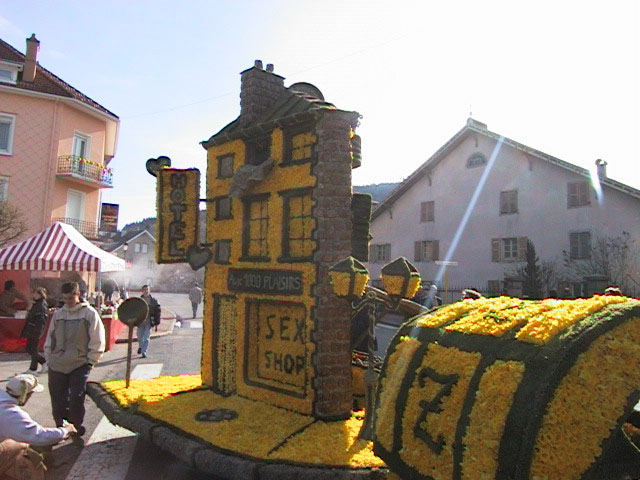
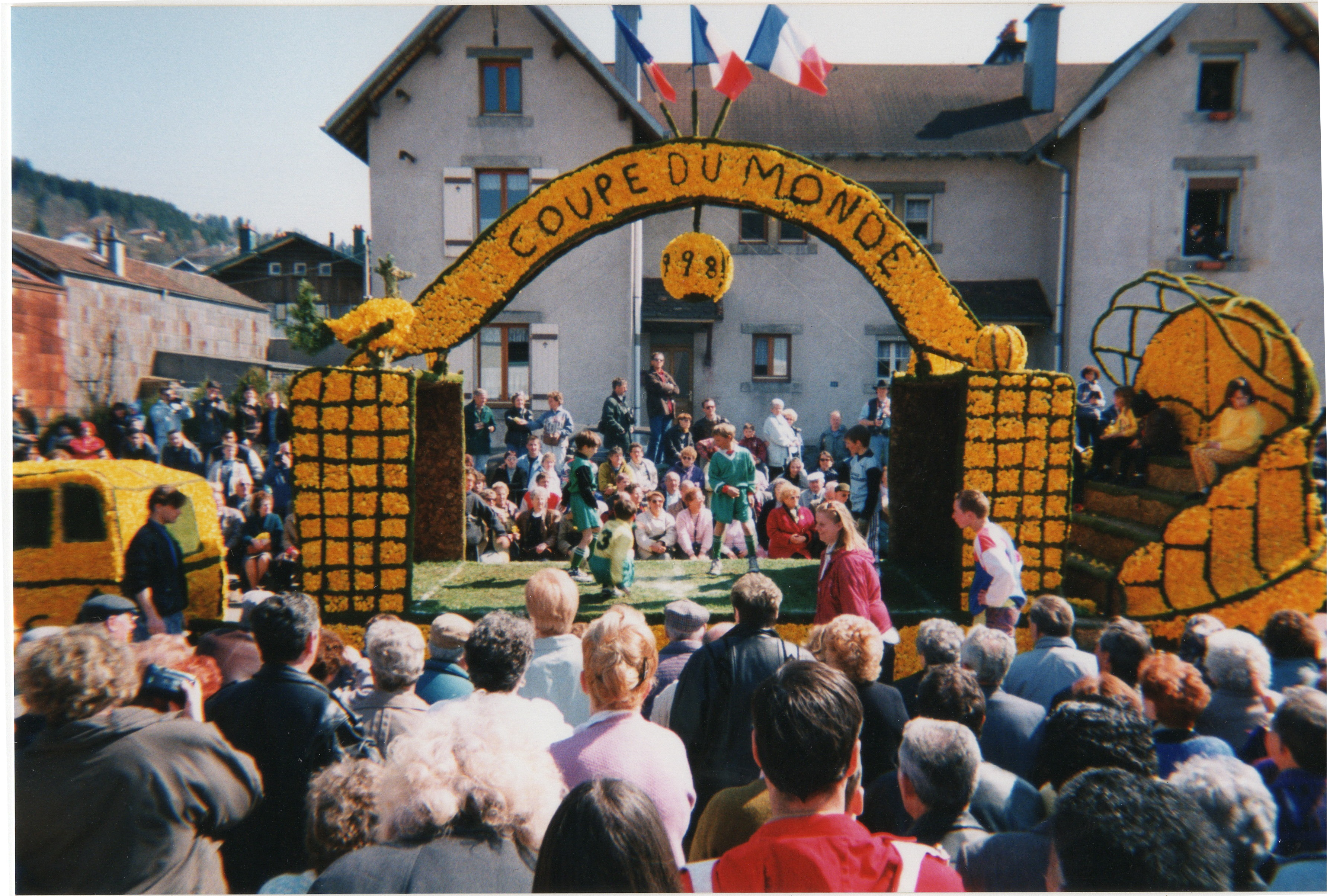
Sur le theme de la coupe du monde de football de 1998.
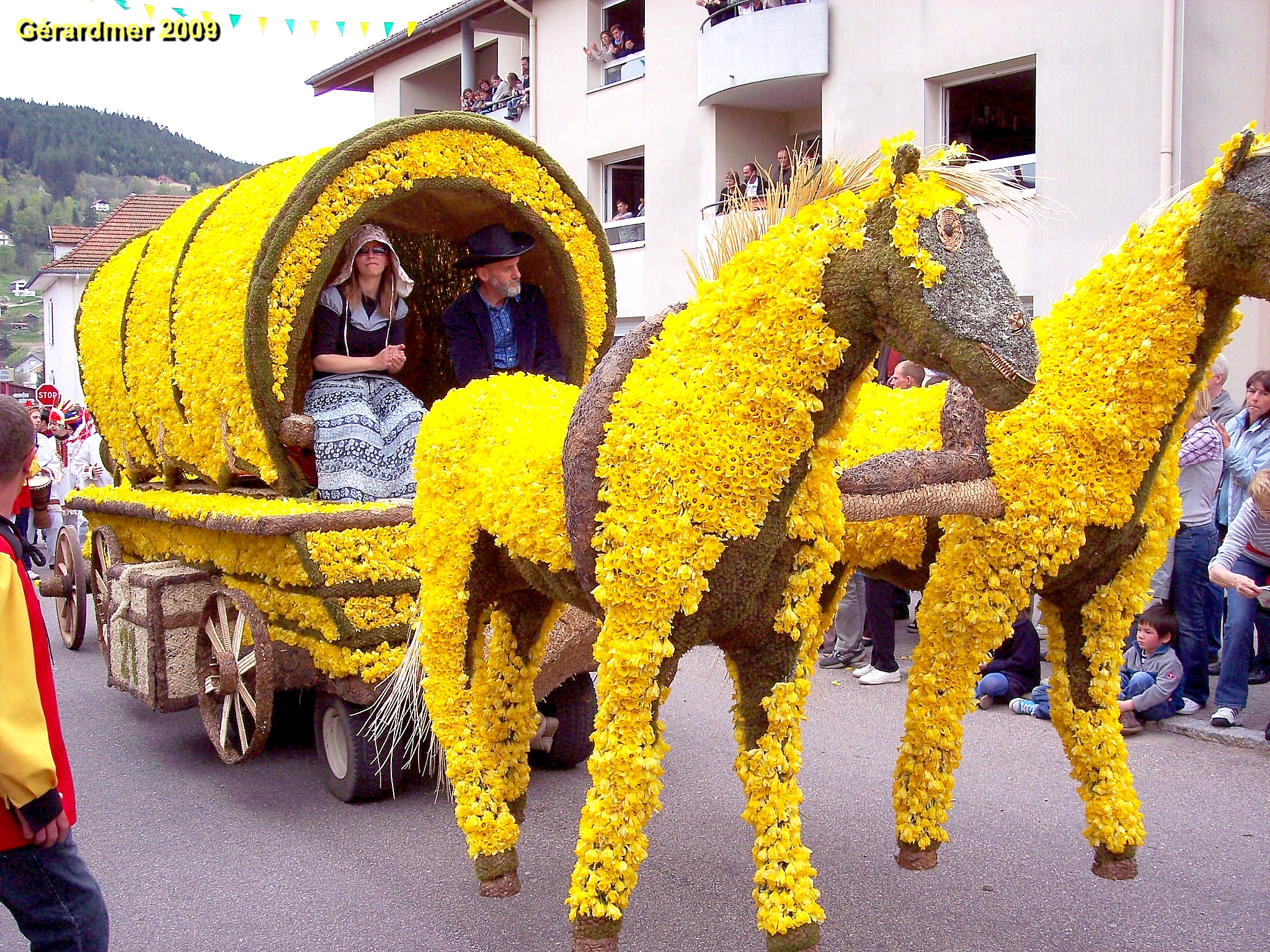
En 2009.
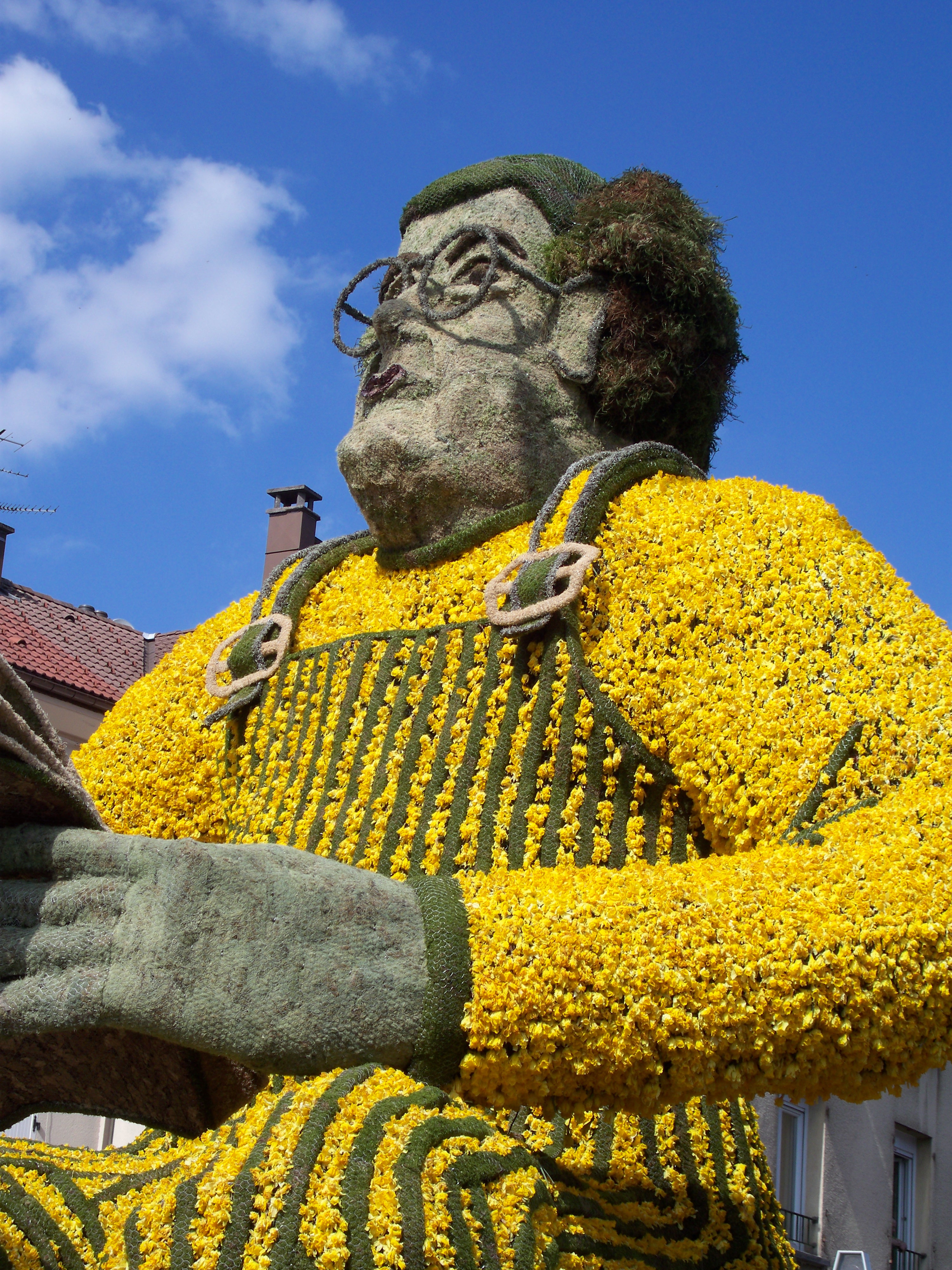
Char pendant le défilé 2011.
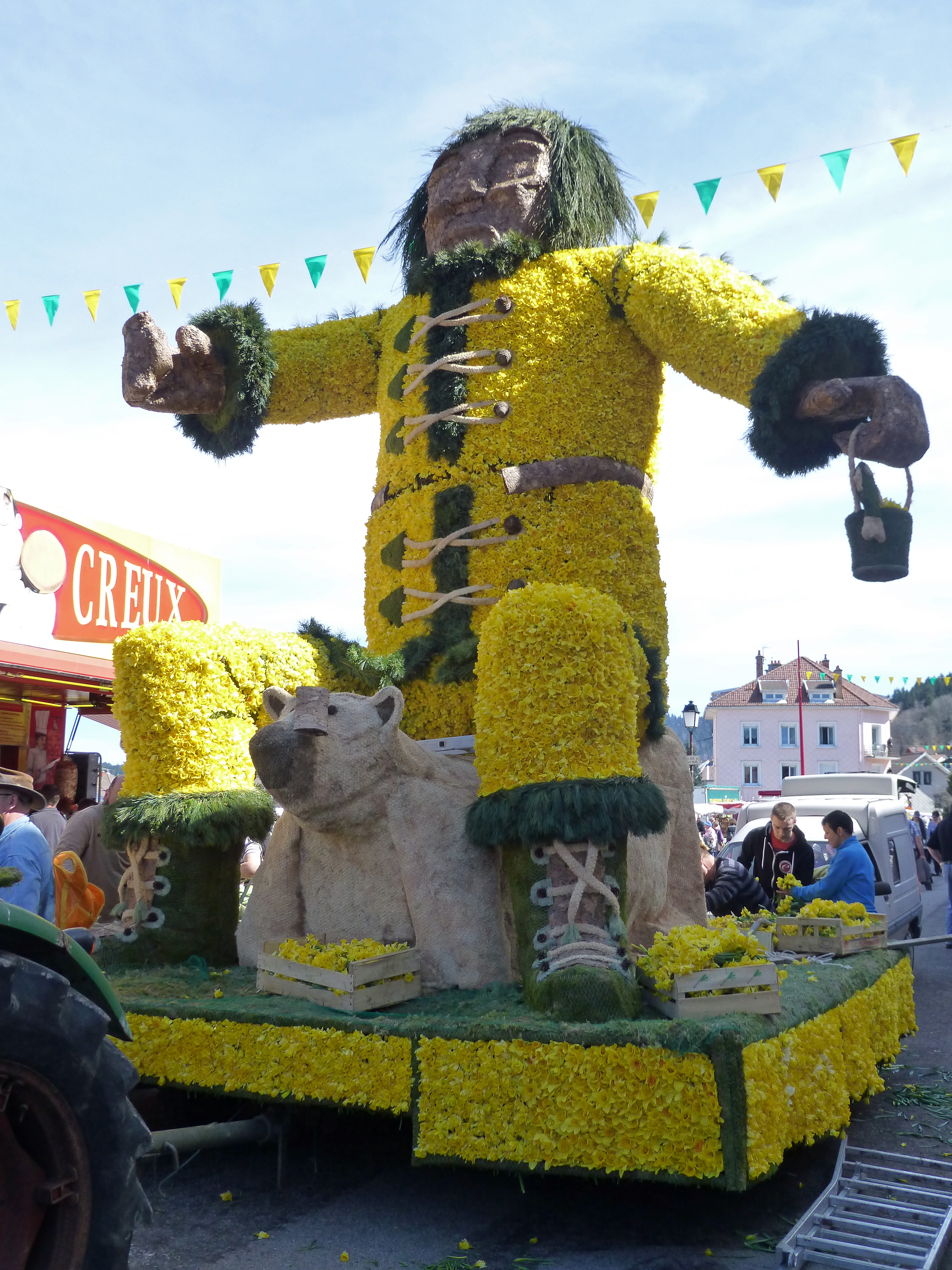
Char pendant le défilé 2013.

## Divers
- Il existe aussi une fête des jonquilles à Saint-Étienne-de-Montluc, en Loire-Atlantique.
- Il existe aussi une fête des jonquilles àSigy-le-Châtel, en Saône-et-Loire, qui a lieu au mois de mars.